# Lazar Botosaneanu
Lazar Botosaneanu , född den 28 maj 1927 i Bukarest, död den 19 april 2012 i Amsterdam, var en rumänsk entomolog som var specialiserad på nattsländor.
Auktorsnamnet Botosaneanu kan användas för Lazar Botosaneanu i samband med ett vetenskapligt namn inom zoologin; se Wikipedia-artiklar som länkar till auktorsnamnet.